# Scandia (Minnesota)
Scandia és una població dels Estats Units a l'estat de Minnesota. Segons el cens del 2000 tenia 3.692 habitants.

## Demografia
Segons el cens del 2000, Scandia tenia 3.692 habitants, 1.294 habitatges, i 1.075 famílies. La densitat de població era de 39,6 habitants per km².
Dels 1.294 habitatges en un 34,7% hi vivien nens de menys de 18 anys, en un 75,7% hi vivien parelles casades, en un 4,6% dones solteres, i en un 16,9% no eren unitats familiars. En el 12,9% dels habitatges hi vivien persones soles el 4,5% de les quals corresponia a persones de 65 anys o més que vivien soles. El nombre mitjà de persones vivint en cada habitatge era de 2,84 i el nombre mitjà de persones que vivien en cada família era de 3,12.
Per edats la població es repartia de la següent manera: un 25,9% tenia menys de 18 anys, un 6,8% entre 18 i 24, un 26,3% entre 25 i 44, un 31,7% de 45 a 60 i un 9,3% 65 anys o més.
L'edat mediana era de 40 anys. Per cada 100 dones de 18 o més anys hi havia 103,8 homes.
La renda mediana per habitatge era de 68.036 $ i la renda mediana per família de 76.389 $. Els homes tenien una renda mediana de 45.298 $ mentre que les dones 33.333 $. La renda per capita de la població era de 27.399 $. Entorn del 2% de les famílies i el 2,3% de la població estaven per davall del llindar de pobresa.